# Bellefontaine (Luik)
Bellefontaine is een gehucht in de gemeente Herve in de Belgische provincie Luik. Het gehucht ligt op een hoogte van zo'n 280 meter, in het brongebied van het riviertje Bolland. Naar deze bronnen is het gehucht ook genoemd: Bellefontaine betekent mooie bron.

## Geschiedenis
Tot de opheffing van het hertogdom Limburg hoorde Bellefontaine tot de Limburgse hoogbank Herve. Net als de rest van het hertogdom werd Bellefontaine bij de annexatie van de Zuidelijke Nederlanden door de Franse Republiek in 1795 opgenomen in het toen gevormde departement Ourthe.
Deelgemeente: Battice · Bolland · Charneux · Chaineux · Grand-Rechain · Herve · Julémont · Xhendelesse

Overige kernen: Asse · Bellefontaine · Bruyères · Gurné · Holliguette · Hubertfays · José · Les Fawes · Manaihant · Noblehaye  · Renouprez · Sauvenière · Xhéneumont

Belgische gemeenten · arrondissement Verviers · provincie Luik · Wallonië